# Wiklina

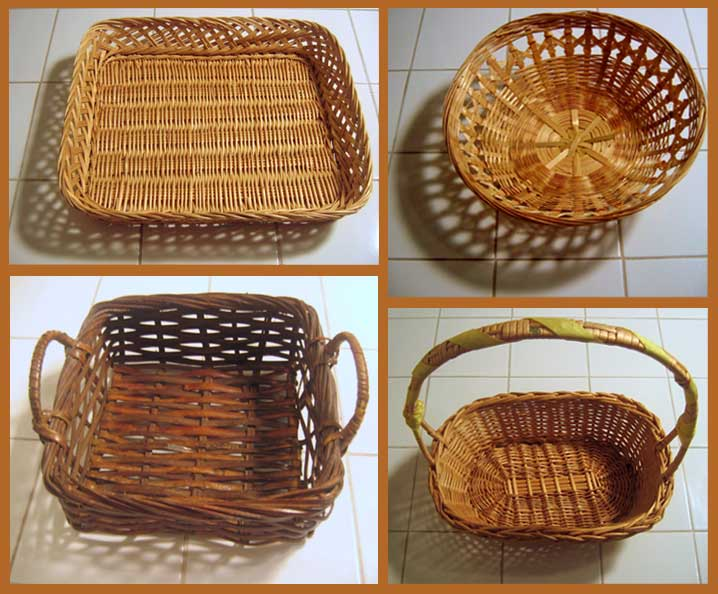
Przykładowe wyroby z wikliny

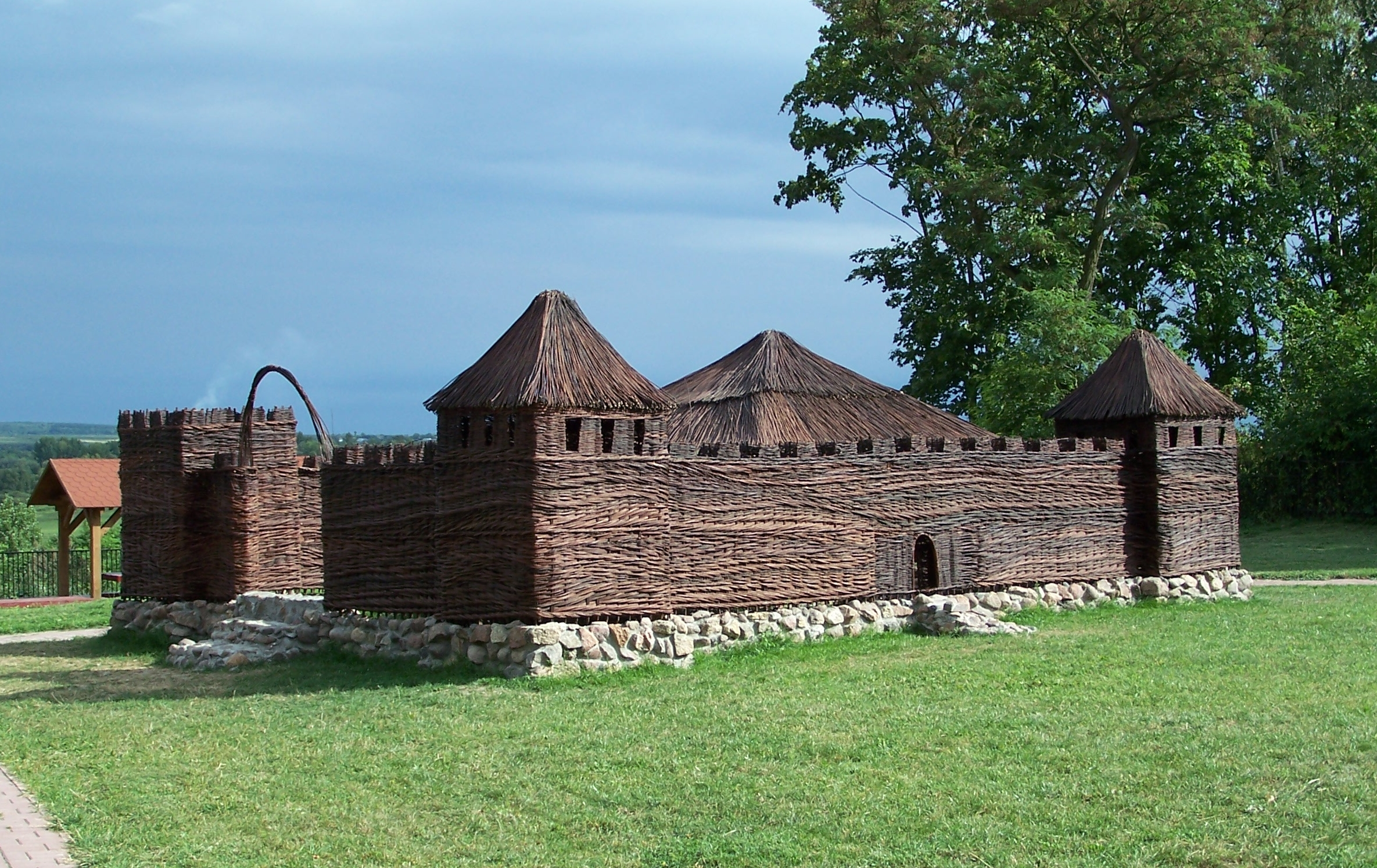
Wiklinowy zamek w Solcu nad Wisłą

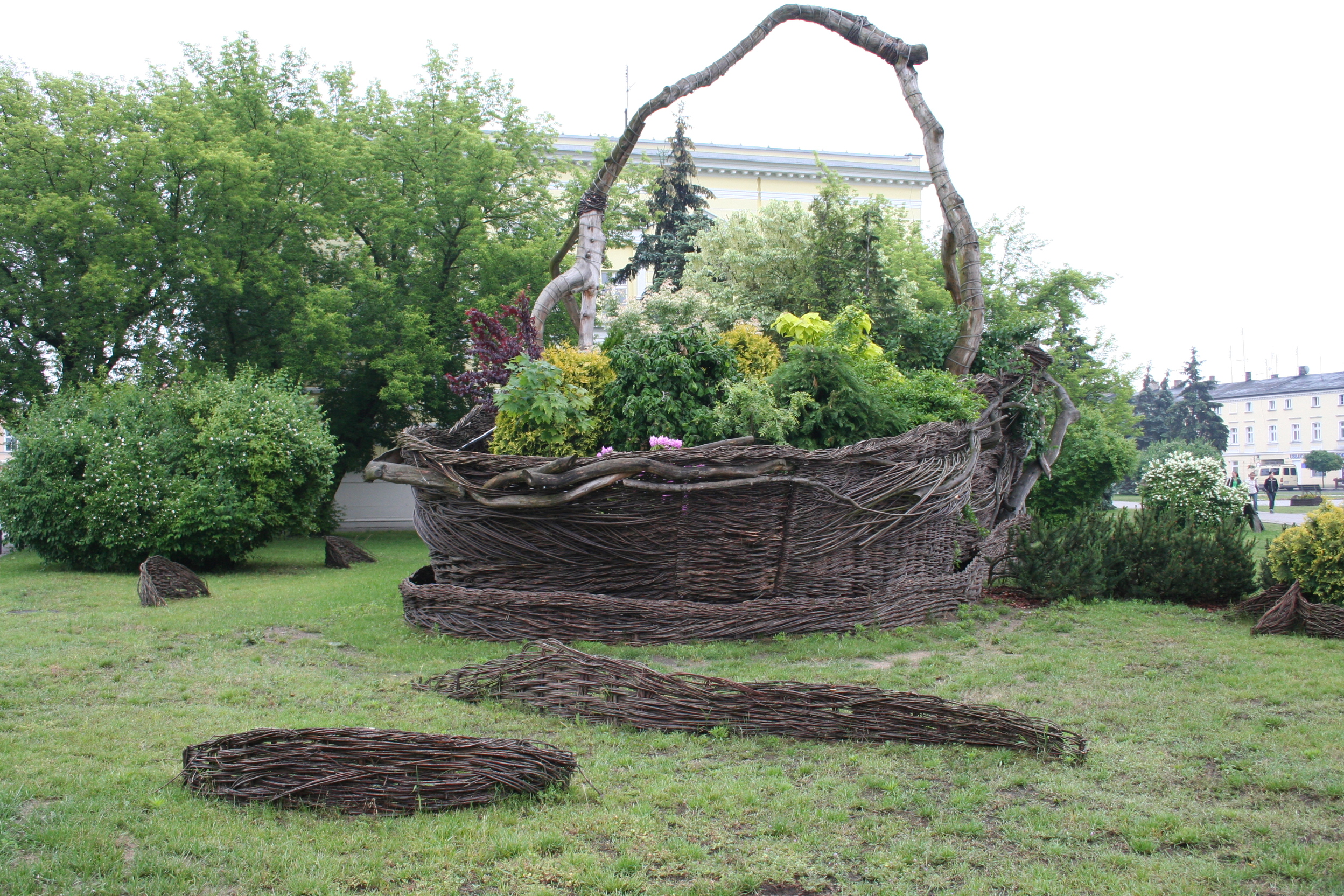
Największy wiklinowy kosz świata z 2006 r. w Nowym Tomyślu

Wiklina – młode pędy kilku gatunków wierzb, które po obróbce wykorzystywane są w wikliniarstwie (plecionkarstwie). Nazwa ta jest także zwyczajowym określeniem wierzby purpurowej.

## Stosowane gatunki wierzby
Materiał pozyskuje się z następujących gatunków wierzb:
- wierzba amerykańska, amerykanka – Salix cordata ‘Americana’ (syn. S. americana),
- wierzba wiciowa, konopianka – Salix viminalis,
- wierzba migdałowa – Salix amygdalina,
- wierzba purpurowa – Salix purpurea.

Rzadziej stosuje się inne gatunki, np. wierzbę wawrzynkową S. daphnoides, iwę S. caprea, długokończystą S. dascyclados, białą S. alba, pięciopręcikową S. pentandra, kruchą S. fragilis, szarą S. cinerea, siwą S. eleagnos.

## Obróbka
Pozyskane młode pędy po przesortowaniu przeznaczone są do dalszej obróbki, czyli korowania. Istnieją cztery metody korowania wikliny: moczarkowanie, pędzenie, gotowanie (warzenie) i parzenie.
- Moczarkowanie odbywa się w moczarkach naturalnych (w potokach, stawach, jeziorach, rozlewiskach, odnogach rzecznych) lub w moczarkach sztucznych (betonowe z dnem pokrytym kilkucentymetrową warstwą piasku). Moczarkowanie rozpoczyna się wczesną wiosną i trwa od trzech do sześciu tygodni. Zależy to od panującej pogody i gatunku wikliny. W okresie pobudzenia wikliny, gdy na prętach ukażą się liście, należy rozpocząć korowanie. Uzyskaną w ten sposób białą wiklinę suszy się, chroniąc przed deszczem i słońcem.
- Pędzenie odbywa się w stałych moczarkach betonowych, umieszczonych w budynkach, gdzie można utrzymać wymaganą temperaturę wody i otoczenia. Metoda ta umożliwia uzyskanie białej wikliny cztery do pięciu razy w ciągu zimy.
- Gotowanie (warzenie) wikliny prowadzi się w żelaznych kotłach o różnych wymiarach, z własnym paleniskiem. Czas gotowania powinien wynosić ok. 4 godzin; zależy on od gatunku i stanu zaschnięcia wikliny. Po ostudzeniu wikliny w basenach z zimną wodą można przystąpić do korowania. Uzyskaną czerwoną wiklinę suszy się na powietrzu.
- Parzenie wikliny polega na parowaniu wikliny w specjalnych kotłach pod ciśnieniem dwóch lub trzech atmosfer. Po ostudzeniu wiklinę koruje się i suszy.

## Zastosowania
Z wikliny wykonuje się kosze, wózki dziecięce, ozdoby itp. Wykorzystywana jest także jako wysokoenergetyczny surowiec opałowy.